# Чатчай Пахолпат
Чатчай Пахолпат (тай. ชัชชัย พหลแพทย์, нар. 30 квітня 1947, Бангкок) — таїландський футболіст, який грав на позиції нападника. Відомий за виступами у складі клубу «Бангкок Банк», а також у складі національної збірної Таїланду, у складі якої брав участь у фінальному турнірі Кубка Азії з футболу, літніх Олімпійських іграх 1968 року, та футбольному турнірі Азійських ігор. Після завершення виступів на футбольних полях — таїландський футбольний тренер, був у тому числі головним тренером національної збірної Таїланду.

## Кар'єра футболіста
Чатчай Пахолпат розпочав виступи у професійному футболі в 1963 році в складі команди «Бангкок Банк», у якій грав до завершення виступів на футбольних полях у 1980 році. У складі команди футболіст кілька разів ставав чемпіоном країни та володарем Кубка Таїланду.
Орієнтовно з 1966 року Чатчай грав у складі національної збірної Таїланду. У складі збірної футболіст у 1968 році брав участь у футбольному турнірі літніх Олімпійських ігор 1968 року. У 1970 році Чатчай Пахолпат брав участь у футбольному турнірі Азійських ігор, а в 1972 році в домашньому для тайської збірної фінальному турнірі Кубка Азії з футболу, на якому тайська збірна здобула бронзові нагороди. У складі збірної Чатчай грав до 1974 року.

## Тренерська кар'єра
З 1990 по 1992 рік Чатчай Пахолпат очолював тренерський штаб свого колишнього клубу «Бангкок Банк». З 1992 по 2000 рік колишній нападник очолював збірні Таїланду різних вікових груп, у тому числі на Азійських іграх 1994 року. Одночасно з 1996 до 2006 Чатчай очолював тренерський штаб команди «Осотсапа». У 2004 році він знову очолив національну збірну Таїланду, та керував її діями на фінальному турнірі Кубка Азії з футболу. З 2006 до 2007 року таїландський тренер очолював в'єтнамський клуб «Хоангань Зялай». У 2008 році Чатчай очолював таїландський клуб «Кастомс Департмент», а у 2009 році знову очолював клуб «Хоангань Зялай». У 2013 році Чатчай очолював клуб «Паттая Юнайтед», а в 2014—2015 роках працював з юнацькою командою клубу «Муанг Тонг Юнайтед». З 2016 року Чатчай Пахолпат працює радником при тренерському штабі клубу «Нонг Буа Лампху».